# Artch
Artch ist eine norwegische Power-Metal-Band aus Sarpsborg, die im Jahr 1983 gegründet, 1993 aufgelöst und 1999 neu gegründet wurde.

## Geschichte
Die Band wurde im Januar 1983 von Gitarrist Cato André Olsen und Bassist Bernt Jansen gegründet. Ein Jahr später stießen noch Gitarrist Geir Nilssen und Schlagzeuger Jørn Jamissen von der Band Oxygen zur Gruppe. Zusammen nahmen sie einige Demos, sowie selbstgedrehte Musikvideos im Mai 1985 auf; gegenüber ihrer Anfangszeit wurde die Band laut Metalion deutlich professioneller, wie er in seinem Bericht zu ihrem Auftritt am 8. März 1985 (bei dem die Band eine mittelalterliche Burg um die Bühne herum aufgebaut hatte) anmerkt. Während dieser Zeit suchte die Band außerdem nach einem passenden Sänger, da sie mit dem damaligen Sänger Lars Fladeby nicht zufrieden waren.
Im Sommer 1985 fanden sie mit Espen Hoff einen passenden Sänger. Dieser verunglückte jedoch im Oktober 1985 mit seinem Motorrad tödlich, als er auf dem Weg zu den Bandproben war.
Nach einem Monat fand die Band mit Eiríkur Hauksson einen neuen Sänger. He just blew our minds when we first teamed up. Die Band nahm ein Demo auf, das zwei Lieder enthielt und begab sich nach London, um nach einem geeigneten Label zu suchen. Die Band sprach bei 40 bis 50 Labels vor, jedoch blieb die Suche erfolglos, sodass die Band ohne Vertrag wieder abreiste. Im Februar 1987 erreichte die Band ein Übereinkommen mit einem lokalen Tonstudio. Die Band half beim Bau des Studios und dafür konnte sie umsonst ein Album aufnehmen. Die Aufnahmen zum Debütalbum namens Another Return fanden im Sommer 1987 statt. Die Band erreichte im nächsten Jahr einen Vertrag bei Active Records und veröffentlichte das Album über das Label in diesem Jahr. Danach erreichte die Band einen Vertrag über fünf Alben bei Metal Blade Records.
Es folgten eine zweiwöchige Tournee durch Norwegen und einige Auftritte in Island. Im Frühling 1990 begann die Band mit den Arbeiten für das nächste Album namens For the Sake of Mankind. Die Band nahm innerhalb eines Monats alle Lieder auf und mischte die Lieder im Sommer in einem anderen Studio in Oslo ab. Die Band hatte keinen Vertrag für Europa, sodass das Album nur in den USA, Japan und Norwegen veröffentlicht wurde. Zudem hielt die Band einige Auftritte in Norwegen und Island.
Im Jahr 1991 zerfiel die Band, sodass Weihnachten 1993 in ihrer Heimatstadt das vorerst letzte Konzert gespielt wurde.
Im November 1999 erhielt die Band einen Anruf von Michael Trengert (Metal Blade Records). Die beiden Alben sollten erneut über das Label veröffentlicht werden. Außerdem hielt die Band einen Auftritt in Oslo.
Schlagzeuger Jørn Jamissen war dabei nicht mehr in der Band und wurde durch Gudmund Bolsgård ersetzt.
Im Jahr 2001 wurden beide Alben neu gemastert über Metal Blade Records veröffentlicht. Im selben Jahr trat die Band außerdem auch auf dem Wacken Open Air auf.

## Musikstil
Artchs Aufnahmen von 1986 wurden von Metalion und The Beast im Slayer als „Speed mit Klasse“ à la Metal Church, Metallica etc. beschrieben. Das Lied Living Dream erinnere an Back to Back von Pretty Maids. Oft wird die Musik der Band als klassischer Power Metal beschrieben, wobei die Musik mit den Werken von Bands wie Edguy, Helloween und frühen Stücken von Queensrÿche verglichen wird.

## Diskografie
- Demo 1983 (Demo, 1983, Eigenveröffentlichung)
- Demo 1984 (Demo, 1984, Eigenveröffentlichung)
- Demo (Demo, 1986, Eigenveröffentlichung)
- Another Return (Album, 1988, Active Records)
- Shoot to Kill / Reincarnation (Single, 1988, Axis Records)
- Time Waits for No One (Demo, 1989, Eigenveröffentlichung)
- For the Sake of Mankind (Album, 1991, Metal Blade Records)
- Another Return – Live… and Beyond (DVD, 2004, Nostromo Records)